# Jänkkäjärvi (Gällivare socken, Lappland, 748709-175239)
Jänkkäjärvi är en sjö i Gällivare kommun i Lappland och ingår i Kalixälvens huvudavrinningsområde.